# کوربولا
کوربولا (به ایتالیایی: Corbola) یک کومونه در ایتالیا است که در استان روویگو واقع شده‌است.

## خصوصیات
کوربولا ۱۸٫۴ کیلومترمربع مساحت و ۲٬۶۳۴ نفر جمعیت دارد.